# Пурмохтари, Ромина
Ромина Пурмохтари (швед. Romina Pourmokhtari; род. 12 ноября 1995, Сундбюберг, Стокгольм) — шведский политический и государственный деятель. Председатель LUF, молодёжной организации Либералов с 2019 года. Министр климата и окружающей среды Швеции с 2022 года. Депутат риксдага с 2022 года.

## Биография
Родилась 12 ноября 1995 года в Сундбюберге, восточном пригороде Стокгольма. Её отец Ибрахим Пурмохтари (азерб. İbrahim Purmuxtari) приехал из Тебриза в иранской провинции Восточный Азербайджан в качестве политического беженца.
Окончила гимназию в Блакеберге, восточном пригороде Стокгольма в 2014 году. Окончила Уппсальский университет, получила степень бакалавра в области политологии.
Два года работала репетитором в компании Studybuddy AB, а также параллельно — в заведениях общественного питания Tehran Grill и Urban Deli.
В 2016 году стала членом президиума Liberala Ungdomsförbundet (LUF), молодёжной организации Либералов. В 2018 году избрана заместителем председателя LUF, сменила Симону Мохамссон. В октябре 2016 — июле 2019 годах была политическим советником Либералов в лене Стокгольм. 17 августа 2019 года избрана председателем LUF, сменила Йоара Форсселля. Входит в президиум партии Либералов. 14 сентября 2022 года объявила об отставке с поста председателя LUF.
В июне 2021 года избрана членом правления Шведской ассоциации сексуального образования (RFSU).
По результатам парламентских выборов 11 сентября 2022 года избрана депутатом риксдага в коммуне Стокгольм, где была 6-й в партийном списке. Член Комитета ЕС, была членом Комитета по окружающей среде и сельскому хозяйству.
18 октября 2022 года назначена министром климата и окружающей среды Швеции в правительстве Ульфа Кристерссона, стала самым молодым министром в истории страны.
В 2022 году опубликовала книгу Chicken nuggets på krita.